# Karl-Axel Bladh (jurist)
Karl-Axel Bladh, född 4 april 1944 i Gävle, är en svensk jurist som var lagman i Sandvikens tingsrätt från 1988 till 1994 och i Gävle tingsrätt från 1994 till 2011.
Bladh blev juris kandidat 1971 och genomförde tingstjänstgöring innan han blev fiskal vid Göta hovrätt 1974.  Han tjänstgjorde vid Domstolsverket 1979–1988 och var lagman i Sandvikens tingsrätt 1988–1994 samt i Gävle tingsrätt 1994–2011.
Bladh var son till vaktmästare Linus Bladh och han maka Helga, född Jansson. Han var gift med Elisabeth, kurator, född Annerhag 1947.